# 쓰미타 게이스케
쓰미타 게이스케(일본어: 積田 景介, 1993년 6월 23일~)는 일본의 축구 선수이다.

## 구단 경력
그는 2016년 J3리그의 FC 류큐에 입단했다. 2018년 J3리그 우승으로 J2리그로 승격했다. 2022년후 J3리그에 강등했다. 2023년까지 9경기에 출전.